# الکساندر وویگت
الکساندر وویگت (انگلیسی: Alexander Voigt؛ زادهٔ ۱۳ آوریل ۱۹۷۸) بازیکن فوتبال اهل آلمان است.
از باشگاه‌هایی که در آن بازی کرده‌است می‌توان به باشگاه فوتبال کارل زایس ینا، باشگاه فوتبال بروسیا مونشن‌گلادباخ، باشگاه فوتبال اف‌اس‌وی فرانکفورت، باشگاه فوتبال گروتر فورث، باشگاه فوتبال رودا جی‌سی کرکراد، و باشگاه فوتبال کلن اشاره کرد.
وی همچنین در تیم‌های ملی فوتبال زیر ۲۱ سال آلمان و Germany national football B team بازی کرده‌است.